# إقرار سلوكي
الإقرار السلوكي (بالإنجليزية: Behavioral confirmation) هو نوع من النبوءات ذاتية التحقق. حيث تؤدي التوقُّعات الاجتماعية إلى تصرف الشخص المعني بطريقة تؤدّي لتأكد تلك التوقعات. الظاهرة التي تقتضي بأن الإيمان بشي ما يبني واقعه لها عدّة أسماء في الأدب: النبوءة ذاتية التحقق، إقرار التوقعات، والإقرار السلوكي، الذي كان قد ذكر بشكل علمي من قبل عالم الاجتماع النفسي مارك سنايدر فضّل سنايدر هذا المصطلح تحديداً لأنه يوضّح بأن السلوك الحقيقي للشخص يُقِر بما يعتقده المراقب.:68

## قراءة معمقة
- Making Minds: The Shaping of Human Minds Through Social Context - Petra Hauf, Friedrich Försterling
- Social Psychology - Kenneth S. Bordens, Irwin A. Horowitz
- The Interface of Social and Clinical Psychology: Key Readings - Robin M. Kowalski, Mark R. Leary